# عضدالدین ایجی
عضدالدین ایجی عبدالرحمان بن احمد، معروف به قاضی عضدالدین ایجی، دانشمند ایرانی، زاده روستای ایج  در استان فارس شهر ایج امروزی  واقف بر حکمت و علم کلام و اخلاق و مذهب در سده هشتم بود که در سال ۷۵۶ هجری درگذشت. کتاب المواقف او از مفصل‌ترین و رایج‌ترین کتب کلامی اهل سنت به‌شمار می‌آید. بر این کتاب چندین شرح نگاشته شده‌است، که مهم‌ترین شان به قلم میرسیدشریف جرجانی است.

## آثار
از آثار عضدالدین ایجی می‌توان به موارد زیر اشاره کرد:
- آداب البحث
- شرح قاضی عضد بر مختصر الاصول ابن حاجب
- المواقف السلطانیه
- الرساله العضدیه در علم وضع
- العقاید العضدیه
- الفواید الغیاثیه
- جواهر الکلام
- شرح العضد علي مختصر المنتهی الاصولي
- عیون الجواهر
- الاهیات و السمعیات و التذییل
- شرح بر کتاب الحاصل تألیف تاج الدین محمد ارموی[۴]